# بام لينغ
بام لينغ (بالإنجليزية: Pam Ling)‏ هي طبيبة أمريكية، ولدت في 21 أبريل 1968 في لوس أنجلوس في الولايات المتحدة.